# Диксон, Робин, 3-й барон Гленторан
Робин Томас Валериан Диксон (англ. Robin Dixon, 21 апреля 1935, Лондон, Англия) — британский бобслеист, разгоняющий, выступавший за сборную Великобритании в 1960-е годы. Участник двух зимних Олимпийских игр, обладатель золотой медали Инсбрука, чемпион мира. Также известен как успешный бизнесмен, политик, спортивный функционер.

## Биография
Робин Диксон родился 21 апреля 1935 года в Лондоне. Обучался сначала в Итонском колледже, потом в Гренобльском университете во Франции, после получения высшего образования пошёл офицером в Британскую армию, в период 1954—1966 служил в гренадерских войсках, в частности, на военной базе в Кипре. В армии стал заниматься спортом, позже познакомился с пилотом Энтони Нэшем, заинтересовался бобслеем и начал выступать в этом виде спорта, присоединившись к сборной Великобритании в качестве разгоняющего. Уже в 1963 году они с Нэшем взяли бронзу на чемпионате мира в австрийском Игльсе, благодаря чему удостоились права защищать честь страны на Олимпийских играх 1964 года в Инсбруке, где со своим двухместным экипажем завоевали золотую медаль. За эту победу награждён орденом Британской империи. Кроме того, его команда боролась здесь за место на подиуме в программе четырёхместных экипажей, но по итогам всех заездов оказалась лишь на двенадцатой позиции.
В 1965 году на мировом первенстве в швейцарском Санкт-Морице Диксон выиграл золотую награду, приехав первым в двойках, годом спустя в Кортина-д'Ампеццо финишировал третьим и получил бронзу. Став одним из лидеров британской сборной, ездил соревноваться на Олимпийские игры 1968 года в Гренобль, где на церемонии открытия нёс знамя Великобритании и ставил перед собой самые высокие цели, но так и не смог добраться до призовых мест, показав пятое время в двойках и лишь восьмое в четвёрках. На тот момент ему шёл уже 33 год, а конкуренция в сборной сильно возросла, поэтому вскоре Робин Диксон принял решение завершить карьеру профессионального спортсмена, уступив место молодым британским бобслеистам. За свои спортивные достижения вместе с Нэшем занесён в Британский бобслейный зал славы, также их именами назван один из поворотов трассы в Санкт-Морице, где они тренировались и стали чемпионами мира.
Из армии ушёл в 1966 году в звании майора, некоторое время работал на компанию Eastman Kodak в отделе по связям с общественностью. В 1978 году открыл несколько компаний в Северной Ирландии, управлял фирмой по производству строительных материалов, в 1983 году назначен на должность верховного шерифа графства Антрим. После смерти отца в 1998 году унаследовал титул барона и оставил бизнес. Практически на протяжении всей жизни занимался политикой, участвовал в деятельности различных государственных организаций, состоял в Консервативной партии, был членом Палаты лордов.
Трижды был женат, от первой жены имеет троих сыновей, которые дали ему пятерых внуков. Приходится отчимом известной спортсменке-всаднице Карен Стейкер-Диксон, выигравшей серебро на летних Олимпийских играх 1988 года в Сеуле.